# تپه هوردره
تپه هوردره در شهرستان نهاوند، بخش مرکزی، دهستان گاماسیاب، در دره‌ای به فاصله ۱۲۰۰ متری روستای ورآینه واقع شده و این اثر در تاریخ ۲۵ آبان ۱۳۸۷ با شمارهٔ ثبت ۲۳۶۷۷ به‌عنوان یکی از آثار ملی ایران به ثبت رسیده است.